# Бруно Бушері
Бруно Бушері (фр. Bruno Boscherie, нар. 22 лютого 1951) — французький фехтувальник на рапірах, олімпійський чемпіон (1980 рік), чемпіон світу.

## Виступи на Олімпіадах
| Олімпіада   | Дисципліна      | Місце |
| ----------- | --------------- | ----- |
| Москва 1980 | командна рапіра | 1     |